# 보건의료통합봉사단
보건의료통합봉사회(IHCO, Integrated Health and Care Organization)는 다양한 보건의료계 전공분야의 대학생, 청년과 전문의료진들이 중심이 되어 의료사각지대에 보건·의료·사회복지 서비스를 통합적으로 연계하여 제공하는 보건복지부 등록 비영리단체(NPO)이다.
(※ 명칭변경 : 보건의료통합봉사단 ⇢ 보건의료통합봉사회)

## 주요사업
1. 국내의료지원사업
2. 해외의료지원사업
3. 국가재난지원사업
4. 보건의료교육사업
5. 재가복지증진사업
6. 1인가구지원사업
7. 장기요양돌봄사업
8. 보건의료캠페인사업
9. 대외협력기획사업

## 언론보도
- 대학생 보건의료통합봉사단, 법무법인 혜안과 재능기부 봉사 업무협약 <대학저널> 2019.04.01.
- 보건의료통합봉사단·법무법인 혜안, 전문 재능기부 봉사 업무협약 체결 <에너지경제> 2019.04.10.
- 보건의료통합봉사단, ‘대한민국 청년의 날’ 국회의원 감사장 수여 <민족의학신문> 2019.10.29.
- 보건의료통합봉사단, ‘2019 대한민국 청년의 날’서 국회의원 감사장 수여 <서울와이어> 2019.10.29.
- 보건의료통합봉사단, ‘2019 대한민국 청년정책경진대회’ 보건복지부문 국회의원상 수상 <CCTV뉴스> 2019.10.30.
- 대학생 연합 보건의료통합봉사단, 서울특별시장상 수상 <데일리메디> 2019.11.05.
- 보건의료통합봉사단, ‘서울시 봉사상’ 수상 <약국신문> 2019.11.06.
- 보건의료통합봉사단, 서울시 봉사상 ‘우수상’ 수상 <간호신문> 2019.11.12.
- 보건의료통합봉사단, ‘사회복지 자원봉사의 밤’ 서울시장 감사패 수상 <민족의학신문> 2019.11.20.
- 대학생 연합 봉사단, 서울시 자원봉사 유공단체 표창 <대학저널> 2019.11.20.
- 보건의료통합봉사단, 2019 서울시 자원봉사 유공자(단체) 표창 서울시장감사패 수여 <서울와이어> 2019.11.20.
- 전국 대학생 연합 보건의료통합봉사단, '2019 사회복지 자원봉사의 밤'서 서울특별시장 감사패 수여 <리서치페이퍼> 2019.11.20.
- 보건의료통합봉사단, ‘2019 사회복지 지원봉사의 밤’서 서울특별시장 감사패 수여 <스페셜경제> 2019.11.21.
- 대학생 연합 보건의료통합봉사단, 서울시장 감사패 <데일리메디> 2019.11.21.
- MBC 황금손 주인공은 보건의료통합봉사단 이상민 회장 <뉴스웍스> 2020.02.22.
- 보건의료통합봉사단 다양한 활동 '눈길'...봉사단 이상민 한의사 출연 '화제' <청년일보> 2020.02.25.
- 보건의료통합봉사단, MBC ‘생방송 행복드림 로또’ 출연 <데일리메디> 2020.02.27.
- 보건의료통합봉사단, 소외계층에 코로나19 예방키트 긴급지원 '봉사' <청년일보> 2020.03.03.
- IHCO, 취약계층 대상 코로나19 예방키트 전달해 ‘화제’ <한의신문> 2020.03.03.
- 보건의료통합봉사단(IHCO), 소외계층에 코로나19 예방키트 긴급지원 <민족의학신문> 2020.03.03.
- 보건의료통합봉사단, 코로나19에도 곳곳에서 온정 <대전일보> 2020.03.18.
- “봉사 통해 선한 영향력 미치는 한의사 되고 싶어” <한의신문> 2020.03.26.
- 보건의료통합봉사단, 소외계층에게 코로나19 예방물품 전달 통해 사랑 전해 <미디어라인> 2020.03.27.[깨진 링크(과거 내용 찾기)]
- 보건의료통합봉사단, 소외계층에 마스크 등 코로나19 예방물품 지원 <데일리메디> 2020.03.31.
- 보건의료통합봉사단 X 대한적십자사 '코로나19'로 혈액 수급난···생명을 나누는 가치, 같이해요! <청년일보> 2020.04.03.
- 보건의료통합봉사단, 코로나 극복 '예방키트·마스크' 기부 <청년일보> 2020.04.13.
- 보건의료통합봉사단, ‘나보다 더 필요한 사람에게’ 마스크 기부 캠페인 실시 <민족의학신문> 2020.04.13.
- 보건의료통합봉사단, 대한적십자사와 손잡아 '헌혈동참 캠페인' 진행 <한국청년신문> 2020.04.17.[깨진 링크(과거 내용 찾기)]
- [청년발언대]소외된 어르신들과 청년들의 교감...재가방문봉사의 장점 <청년일보> 2020.05.10.
- 보건의료통합봉사단, 코로나19 이후 소외계층 총 300가구에 마스크 지원 <민족의학신문> 2020.05.12.
- 보건의료통합봉사단, “마스크, 손세정제 정말 고마워요 학생들” <한의신문> 2020.07.07.
- [청년발언대]포스트 코로나 시대, 언택트 봉사활동 통해 사회적 문제 해결해야 <청년일보> 2020.07.27.
- 보건의료통합봉사회, 코로나19 키트 전달 봉사 위해 시뮬레이션 실시 <민족의학신문> 2020.09.02.
- 보건의료봉사회, 하반기 첫 코로나 키트 봉사 진행 <청년일보> 2020.09.29.
- 보건의료통합봉사회, 코로나 키트 전달 봉사 <병원신문> 2020.10.05.
- 손창현 "화합과 상생의 보건의료계 문화 선도해 나갈 것" <이데일리> 2020.10.20.
- 보건의료통합봉사회, ‘청년건강 페스티벌’에서 CPR교육 등 실시 <민족의학신문> 2020.11.04.
- "작은 산타가 되어주세요"...IHCO, '독거노인 돕기' 캠페인 성료<청년일보> 2020.12.28.
- 보건의료통합봉사회, 2020 대학생 교육기부 '우수상' 수상 <청년일보> 2021.02.26.
- ㈜선준브레인센터, 보건의료통합봉사회와 MOU…치매예방 컬러링 사업 추진 <동아일보> 2021.03.26.
- 보건의료통합봉사회, 인천·부산서 '코로나19 예방키트' 지원 <청년일보> 2021.03.30.
- 선준브레인센터, 고우넷·IHCO와 3자 협약진행 <중앙일보> 2021.05.24.
- 보건의료통합봉사회, 선준브레인센터와 농촌 의료서비스 활동 실시 <시사매거진> 2021.07.15.
- 보건의료통합봉사회, 강원도 영월의 노인건강 책임지다 <민족의학신문> 2021.07.16.
- "세대통합·사회적 관계망 회복" 앞장…성동구 1인가구지원센터, '함께-이음 건강키트' 전달 <청년일보>  2022.08.01.
- IHCO, 대전 동구 복지관과 '맞손'…"정기봉사 활동 확대" <청년일보> 2022.08.18.
- 보건의료통합봉사회, 대학생 자원봉사 지원사업 최우수 단체 선정 <청년일보> 2023.12.22.
- 보건의료통합봉사회 대전, '자원봉사자의 날' 맞아 감사장 수상 <인터뷰365> 2023.12.22.
- 보건의료통합봉사회 인천지회, ‘인천광역시장 표창’ 수상 <데이터넷> 2023.12.22.
- 보건의료통합봉사회 대구, 2023 북구자원봉사자대회 ‘대구광역시장상’ 수상 <데이터넷> 2024.01.24.
- "의료사각지대에 따뜻한 온기 전달"…보건의료통합봉사회, 연천군보건의료원장 표창 수상 <청년일보> 2024.02.07.
- 농협중앙회-보건의료통합봉사회, 농촌 의료 지원 협약 및 쌀 소비 캠페인 진행 <동아일보> 2024.09.03.